# Tvrdo lemljenje
Tvrdo lemljenje je spajanje metalnih materijala pomoću rastaljenog dodatnog materijala ili lema, čije je talište niže od tališta osnovnog materijala koji se spaja, a iznosi od 350 - 1000 ºC. S druge strane, meko lemljenje se spaja s temperaturom lema nižom od 350 ºC. 
Područje taljenja nekog lema je područje temperatura od početka taljenja (temperatura solidusa), do potpuno rastaljenog stanja (temperatura liquidusa). Pod radnom temperaturom podrazumijeva se najniža temperatura površine izratka na mjestu lema, na kojoj temperaturi se lem može omrežati, proširivati i vezati na osnovni materijal izratka. Radna temperatura mora uvijek biti viša od temperature solidusa, no ipak smije biti ispod ili iznad temperature liquidusa. Preko granične plohe lem/osnovni materijal odvija se izmjena mjesta atoma, a time i difuzija (legiranje). Zbog toga površine lemljenja moraju biti po mogućnosti glatke (dubina hrapavosti ne preko 20 μm) i dobro očišćene. Da bi se odstranili još postojeći površinski tanki slojevi i da bi lem mogao dobro omrežiti površinu lemljenja, upotrebljavaju se otopine soli (DIN 8511). Upotrebljavaju se i zaštitni plinovi, koji sprječavaju ili smanjuju mogućnost oksidacije površine lemljenja, prije nego što se dostigne radna temperatura.

## Prednosti i nedostaci tvrdog lemljenja
Prednosti:
- visoka vlačna čvrstoća;
- utjecaj temperature na osnovni materijal je manji nego kod zavarivanja;
- kontrola procesa je vrlo dobra;
- upotrebom više lemova mogu se dobiti složene strukture;
- potrebno je manje energije nego kod zavarivanja;
- i za spajanje dijelova različite debljine i tankih dijelova;
- dobra toplinska i električna vodljivost;
- moguće spajanje velikih površina;
- pogodno za serijsku proizvodnju komponenti malih izmjera.

Nedostaci:
- mala otpornost na visoke temperature;
- lemovi djelomično sadrže skupe plemenite metale;
- postoji opasnost od pojave elektrolitske korozije;
- u odnosu na zavarivanje priprema površina spoja može biti skuplja.

## Najvažniji postupci lemljenja

### Plameno lemljenje
Mjesta spajanja ugriju se plamenikom ili plinskim napravama. Prije ili poslije zagrijavanja prisloni se lem na mjesto spoja ili ulaže u sastav. Ovaj postupak prikladan je i za meko lemljenje i za tvrdo lemljenje.

### Lemljenje uronjavanjem
Prije lemljenja moraju se odgovarajućim pastama ili rastopinama obraditi mjesta koja moraju ostati nezalemljena. Dijelovi koji se spajaju urone se tada, u položaju u kojem moraju biti spojeni lemljenjem, u rastaljeni lem i na taj način se ugriju. Lem tada prodire u mjesta spoja i spaja oba dijela. Ovaj postupak prikladan je i za meko lemljenje i za tvrdo lemljenje.

### Lemljenje u peći
Lem se dodaje mjestu spajanja, a dijelovi se ugriju u plinskoj ili električnoj prolaznoj peći, u kojoj se obavi lemljenje. Ovaj postupak prikladan je i za meko lemljenje i za tvrdo lemljenje.

### Otporno lemljenje
Mjesto koje se spaja ugrije se, slično kao kod elektrootpornog zavarivanja, sabijanjem u kliještima ili na strojevima za elektrootporno lemljenje. Prethodno se ulaže lem. Ovaj postupak prikladan je i za meko lemljenje i za tvrdo lemljenje.

## Podjela prema obliku lemljena mjesta

### Lemljenje sa zračnošću
Lemljenje sa zračnošću ili rasporom ima površine spajanja s malom, po mogućnosti jednako širokom zračnošću (raspor za lem), koja uglavnom ne premašuje 0,25 mm. Lem se kapilarnim djelovanjem usisava u ostavljenu zračnost između dijelova koji se spajaju. 

### Lem sa šavom
Površine koje se spajaju imaju razmak veći od 0,5 mm ili šav oblika V ili X. Kada je šav oblika X, nastaju šavovi kao kod zavarivanja, tako da se ponekad govori o zavarivačkom lemljenju.

## Materijali lema
Za tvrdo lemljenje teških kovina (željezni, bakarni, nikalni materijali) dolaze pretežno u obzir srebrni lemovi (Ag lem), bakarni lemovi (Cu lemovi) i mjedeni lemovi (Ms lemovi) prema DIN 8513. Lemovi za lake kovine (aluminij i aluminijske slitine) prema DIN 8512 su uglavnom aluminij-silicijski lemovi (AlSi lem ili AlSiSn lem).

### Podjela
Svi lemovi se prema namjeni i sastavu dijele u 3 skupine:
- meki lemovi,
- tvrdi lemovi,
- aluminijski lemovi (meki aluminjski lemovi i tvrdi aluminjski lemovi).

Vrsta lema bira se prema postupku lemljenja, vrsti materijala spojnih dijelova, a katkad i prema posebnim zahtjevima koje mora ispunjavati lemni spoj. Od lemova se najčešće traže ova svojstva: određena temperatura tališta, sposobnost legiranja s metalima spojnih dijelova i određena čvrstoća. Katkada se zahtijeva da lem ima određenu električnu vodljivost (elektronika i elektrotehnika), kemijsku otpornost (kemijska i prehrambena industrija) i određenu boju (ukrasni predmeti). 
| Vrste lema            | Oznaka lema          | tL (˚C) |
| --------------------- | -------------------- | ------- |
| Meki kositreni lemovi | S. Sn 20             | 275     |
| Meki kositreni lemovi | S. Sn 30             | 249     |
| Meki kositreni lemovi | S. Sn 40             | 223     |
| Meki kositreni lemovi | S. Sn 60             | 185     |
| Meki kositreni lemovi | S. Sn 75             | 185     |
| Tvrdi mjedeni lemovi  | S. Cu 85 Zn          | 1 020   |
| Tvrdi mjedeni lemovi  | S. Cu 60 Zn          | 900     |
| Tvrdi mjedeni lemovi  | S. Cu 48 Zn          | 870     |
| Tvrdi mjedeni lemovi  | S. Cu 42 Zn          | 845     |
| Tvrdi srebrni lemovi  | S. Cu 55 Zn Ag 8     | 870     |
| Tvrdi srebrni lemovi  | S. Cu 55 Zn Ag 12    | 830     |
| Tvrdi srebrni lemovi  | S. Cu 55 Zn Ag 8 Cd  | 730     |
| Tvrdi srebrni lemovi  | S. Cu 55 Zn Ag 12 Cd | 700     |
| Aluminijski lemovi    | L – Al Si 12         | 590     |
| Aluminijski lemovi    | L – Zn Al 15         | 430     |
| Aluminijski lemovi    | L – Sn Zn 10         | 210     |
| Aluminijski lemovi    | L – Sn Pb Zn         | 220     |

## Osnove oblikovanja
Proširenja zračnosti raspora na pojedinim mjestima, između dijelova koji se spajaju, smanjuju kapilarno djelovanje, a suženja štete protoku oksidima obogaćene taline. Naročito su kritična suženja koja se nadovezuju na proširenja zračnosti raspora. Brazde od obrade, koje teku okomito na tok lemljenja, sprječavaju tečenje ako su dublje od 0,05 do 0,1 h (visina). Brazde u smjeru tečenja djeluju kao kanali i potpomažu tečenje, tako da se češće i posebno izrađuju, ako se na primjer traži točan centričan položaj dijelova koji se spajaju. 

### Limovi
Čeoni spojevi nisu prikladni zbog svoje male površine lemljenja. Najbolji su prijeklopni spojevi i spojevi s podmetačima. Zakošenjem preklopnih sastavnih dijelova u spoju ili podmetača na mjestu spajanja lemljenjem, blaže se skreće tok sila, a time se povećava čvrstoća. Korisna je duljina preklopa l = 3 do 4 s (debljina lima).

### Cijevi
Čeone spojeve najbolje je tvrdo lemiti. Stožasta izrada krajeva povećava površinu lemljenja. Cijevi debljine stijenke ispod 2 mm i cijevi koje treba meko lemiti, spajaju se dodatnim prstenom ili se na jednom kraju prošire da bi se dobio preklopni spoj.

### Okrugle šipke
Čeono lemljenje krajeva okruglih šipki ne preporučuje se. Bolje je da se krajevi šipke ulože u provrt, koji ostavlja zračnost za ulaz lema. 

### Spremnici
Za lemljenje posuda ili spremnika, vrijede slična pravila kao za limove. Lemljene posude se mogu računati kao zavarene. Posebni standardi definiraju maksimalne debljine stijenki i vrijednosti.

## Čvrstoća
Mjestu lemljenja se daje jednaka računska vrijednost čvrstoće kakvu imaju dijelovi koji se spajaju. Lemljeni spojevi se oblikuju tako da su opterećeni smično (na odrez). Dinamička čvrstoća se uzima samo 80% od one dijelova u spoju, ako je zračnost ili raspor manji od 0,2 mm. Ako je zračnost veća od 0,2 mm, onda se uzima samo 60% čvrstoće od dijelova u spoju. Koeficijenti sigurnosti se uzimaju od 1,5 do 4.